# Afrixalus dorsalis
Afrixalus dorsalis är en groddjursart som först beskrevs av Peters 1875.  Afrixalus dorsalis ingår i släktet Afrixalus och familjen gräsgrodor. IUCN kategoriserar arten globalt som livskraftig. Inga underarter finns listade i Catalogue of Life.

## Bildgalleri

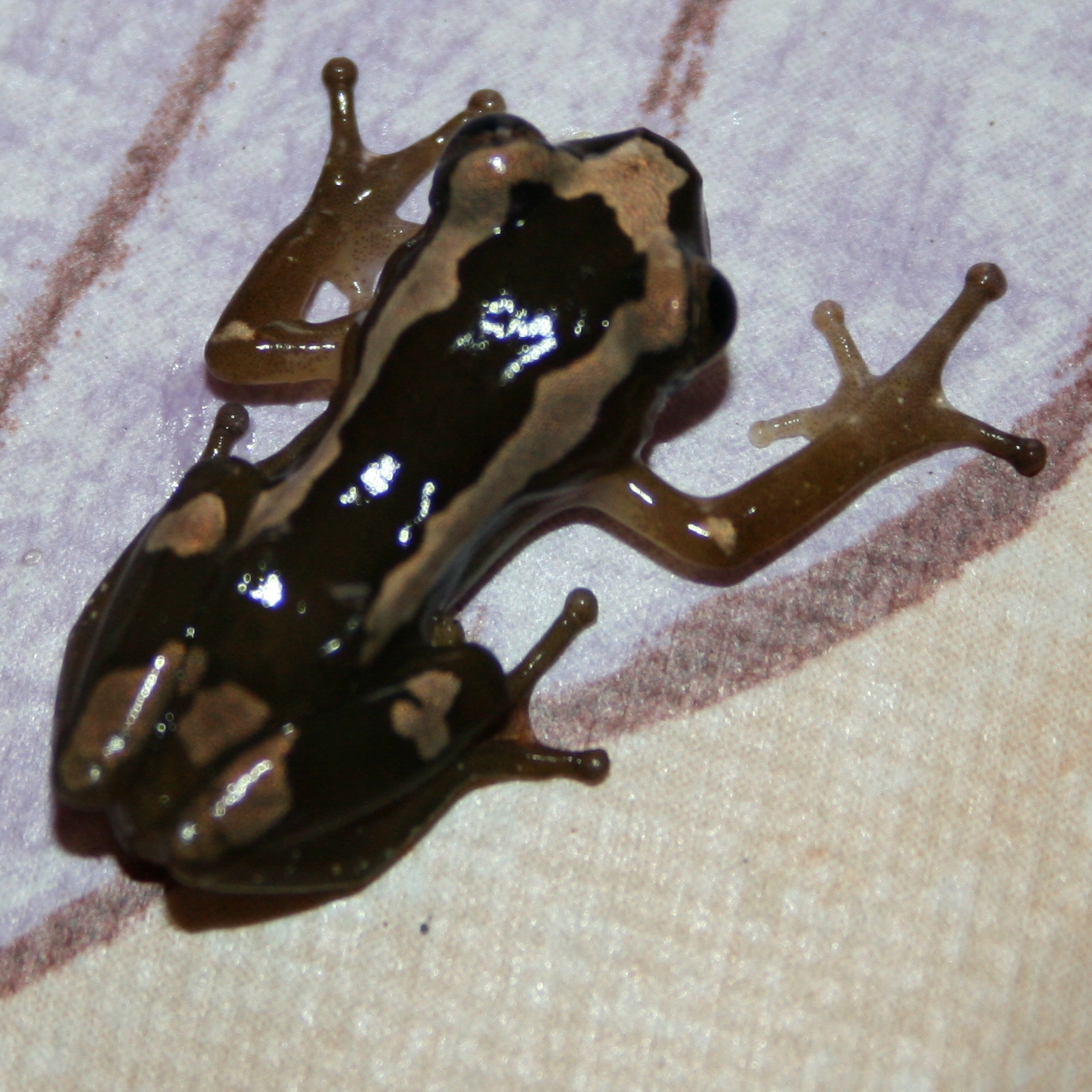
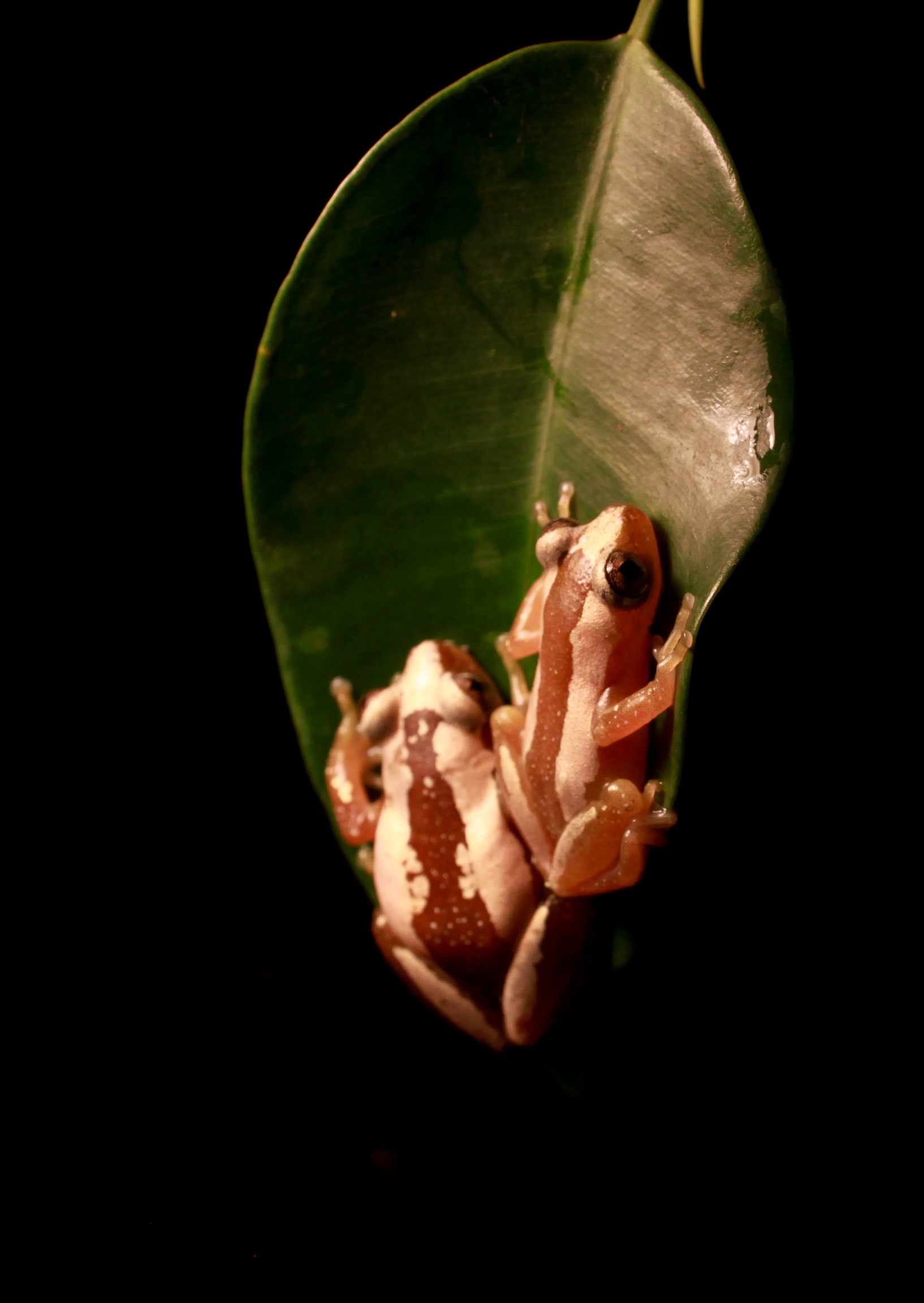
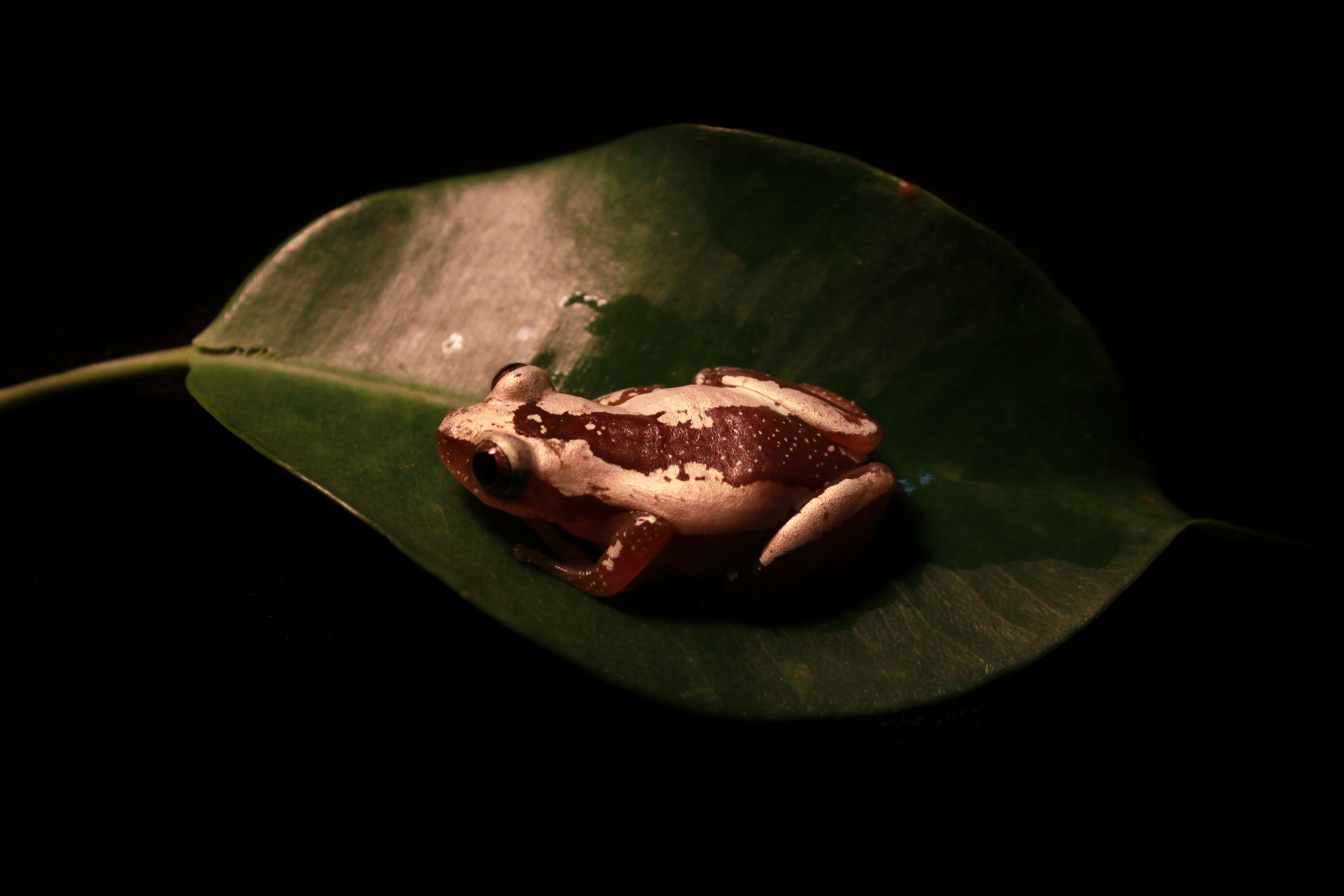
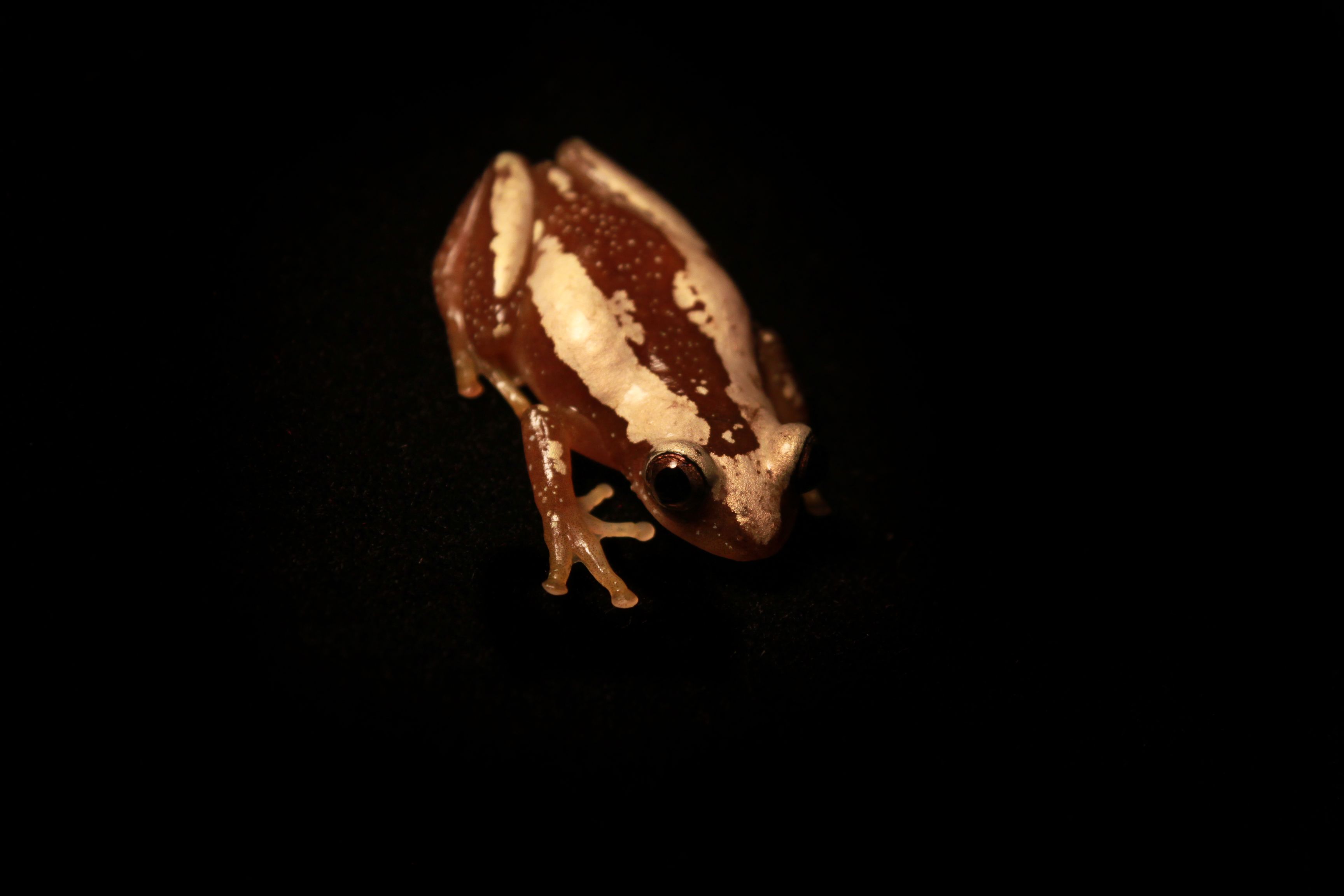